# باول وليامز
باول وليامز (بالإنجليزية: Paul Williams)‏ (16 أغسطس 1965 في المملكة المتحدة - ) هو لاعب كرة قدم بريطاني في مركز الهجوم. شارك مع منتخب إنجلترا تحت 21 سنة لكرة القدم ومنتخب إنجلترا لكرة القدم الرديف. أما مع النوادي، فقد لعب مع برمنغهام سيتي وتشارلتون أثلتيك وشيفيلد وينزداي وكريستال بالاس ونادي برينتفورد ونادي توركي يونايتد ونادي ساوثيند يونايتد ونادي سندرلاند وبوش هيل راينجرز ‏ وكانفي آيلاند ونادي أفيلي وClapton F.C. ‏ ووودفورد تاون ‏.

## وصلات خارجية
- باول وليامز على موقع قاعدة بيانات كرة القدم.إي يو (الإنجليزية)
- باول وليامز على موقع Soccerbase.com (لاعب) (الإنجليزية)
- باول وليامز على موقع عالم كرة القدم.نت (الإنجليزية)